# Cova de l'Alarb (Banyuls-sur-Mer)
Pour les articles homonymes, voir Cova de l'Alarb.
La Cova de l'Alarb, appelée aussi Cova dels Alarbs ou dolmen du coll de Brau, est un dolmen situé à Banyuls-sur-Mer, dans le département français des Pyrénées-Orientales.

## Historique
La Cova de l'Alarb (« grotte du voleur ») tient son nom du mot alarp, déformation du mot « arabe » faisant référence aux invasions maures du VIIIe siècle, ayant pris progressivement le sens de « voleur, pillard » faisant référence aux invasions maures du VIIIe siècle, ayant pris progressivement le sens de « voleur, pillard »,. En 1883, Ludovic Martinet mentionne trois dolmens appelés Covas del Arpes dont l'un aurait une table mesurant 3 m sur 2 m. Cette description erronée sera reprise par différents auteurs tout au long de la première moitié du XXe siècle.

## Description
C'est un petit dolmen qui se singularise par la hauteur de la chambre (1,50 m). La chambre est délimitée par trois orthostates en schiste. Les deux dalles latérales débordent de la dalle de chevet suivant un plan en « H ». L'entrée est rétrécie par deux petites dalles moins hautes. Les dimensions de la dalle de couverture (2,10 m sur 1,70 m), remise en place lors de la restauration de 1990, ne correspondent pas au descriptif sommaire de Martinet.

## Matériel archéologique
Dès 1883, Martinet mentionnait la violation du dolmen, ce qui a été confirmé par la découverte de tessons vernissés modernes. Abélanet y a recueilli quelques tessons de céramique préhistoriques dont deux fragments campaniformes et une anse à poucier.